# Machinima
Machinima és l'ús de motors de renderitzat 3D per computador en temps real per a la creació cinemàtica. Sovint s'utilitzen videojocs, a banda d'eines específiques de generació d'imatges per ordinador (com ara 3D Studio) per a generar l'animació per ordinador. Es pot filmar en machinima recolzant-se en la mateixa dinàmica del joc i la seva intel·ligència artificial pel que fa a moviment de càmera i dels personatges, o bé es poden controlar aquestos mitjançant la titelleria virtual. Les escenes es poden guionar de forma precisa, i a més es poden manipular a la postproducció mitjançant tècniques d'edició de vídeo.

## Història
La pràctica d'usar els motors gràfics dels videojocs per a generar pel·lícules va néixer a finals dels anys 1980. En un context on les demoscenes eren una novetat i alguns jocs en primera persona, com Quake o Doom, van començar a permetre la gravació del gameplay, alguns creadors van començar a utilitzar elements de dins del joc (com ara textures, objectes, situacions o escenaris) per a rodar escenes que després formarien part de pel·lícules o curts d'animació. El machinima s'ha popularitzat al llarg dels anys gràcies a novetats com l'àmplia acceptació del vídeo digital i el desenvolupament de xarxes de comunicacions que han permès la difusió de les obres creades de forma poc costosa.

## Gèneres habituals
Nitsche i Lowood descriuen dues aproximacions al machinima: d'una banda, partir del videojoc i buscar mitjans per a l'expressió o per a la documentació del gameplay (de dins cap a fora), i de l'altra, començar des de fora del joc i només utilitzar-lo com a eina d'animació (de fora cap a dins).
Les primeres animacions en machinima solien ser documentacions del gameplay tals com ara moviments especials o partides ràpides a un joc, essent les més conegudes les de Quake. Mitjançant l'ús de programari extern també es van començar a modificar aspectes com les posicions de càmera. Aquest gènere continua sent altament popular, tot i que n'han aparegut de nous. Un gènere prou conegut és la comèdia relacionada amb els jocs, que solen ser curts de com a màxim cinc minuts de durada on aspectes dels videojocs són criticats de forma humorística. Una de les sèries més conegudes és Red vs. Blue: The Blood Gulch Chronicles, que narra una fútil guerra civil en més de 100 episodis. També s'ha utilitzat el machinima per a la creació de vídeos musicals, el primer dels quals va ser "Rebel vs. Thug" de Ken Thain, utilitzant gràfics de Quake. El drama també és un gènere força estès. Sovint s'utilitzen videojocs relacionats amb la temàtica tractada (com ara Unreal Tournament per a la ciència-ficció o Battlefield 1942 per als films bèl·lics), tot i que hi ha casos en què la temàtica del joc està totalment deslligada del contingut creat.

## Aspectes legals
Algunes companyies de videojocs han impulsat i recolzat la creació de vídeos de machinima, fins i tot creant programari específic amb tal finalitat, però l'ús continu d'elements extrets de jocs protegits per copyright ha resultat en un reguitzell d'assumptes legals complexos i sense resoldre. En tractar-se d'obres derivades, aquestes pel·lícules solen violar els drets d'autor dels elements o del mateix joc, cosa que es pot complicar si a més els drets de llicència i de publicació del videojoc estan separats. Sovint, se sol citar el fair use com a possible defensa, tot i que mai s'ha arribat a comprovar en un jutjat. De la mateixa manera com ocorre en altres àmbits, sovint els titulars del copyright són extremadament curosos amb el contingut generat pels fans, però com que el machinima és una forma gratuïta de màrqueting, no hi solen intervenir.

## Comparació amb altres tècniques de producció fílmica
El machinima té alguns avantatges respecte a altres mètodes de producció audiovisual. D'una banda, la simplicitat respecte a les tècniques tradicionals d'animació frame per frame. La generació de la imatge en temps real, a més, es tradueix en rapidesa, baix cost i flexibilitat, tot i que és a costa d'una menor qualitat respecte a l'animació pre-renderitzada. L'actuació virtual és menys costosa, perillosa, i restringida físicament que l'acció real.